# Antoni Ogorzałek
Antoni Ogorzałek (ur. 1940, zm. 4 lipca 2010) – polski zoolog i embriolog, wykładowca Uniwersytetu Wrocławskiego.

## Życiorys
Po ukończeniu studiów na Uniwersytecie Wrocławskim podjął pracę w Instytucie Zoologicznym Uniwersytetu Wrocławskiego, a w 1965 r. podjął studia doktoranckie w ramach Zakładu Zoologii Ogólnej. W roku 1967/1968 odbył staż naukowy w Instytucie Cytologii i Genetyki syberyjskiego oddziału Akademii Nauk ZSRR, gdzie wykonywał badania do pracy doktorskiej. Doktorat uzyskał w 1971 r. i rok później został adiunktem w Zakładzie Zoologii Ogólnej. W 1988 r. uzyskał stopień doktora habilitowanego i rok później został profesorem nadzwyczajnym, a tytuł profesorski uzyskał w 1996 roku.
Profesor zwyczajny nauk biologicznych, pracownik naukowy Uniwersytetu Wrocławskiego, dyrektor Instytutu Zoologicznego (1991–1999), kierownik Zakładu Biologii Rozwoju Zwierząt i Zakładu Anatomii Porównawczej, członek senatu Uniwersytetu Wrocławskiego.
Członek rady naukowej Parku Narodowego Gór Stołowych, Komitetu Opiekuńczego Gór Stołowych, Naukowego Komitetu Opiekuńczego przy Jaskini Niedźwiedziej w Kletnie, redaktorem naczelnym „Zoologica Poloniae”, członek Komisji Morfologii i Embriologii PAU, wrocławskiego oddziału Polskiego Towarzystwa Biologii Komórki. Profesor honoris causa Petersburskiego Uniwersytetu Państwowego (1997 r.).
Był członkiem i uczestnikiem wypraw wrocławskiej Sekcji Grotołazów i uczestniczył w licznych wyprawach jaskiniowych.
Odznaczony Złotym Krzyżem Zasługi.
Zmarł 4 lipca 2010 r., pochowany na Cmentarzu Grabiszyńskim we Wrocławiu (pole 34, rząd 20).

## LInki zewnętrzne
- Prof. dr hab. Antoni Andrzej Ogorzałek, [w:] baza „Ludzie nauki” portalu Nauka Polska (OPI PIB) [dostęp 2020-07-25].